# Ben Francis
 (juin 2022).
Le contenu est difficilement compréhensible vu les erreurs de traduction, qui sont peut-être dues à l'utilisation d'un logiciel de traduction automatique.
Ne doit pas être confondu avec Ben Francisco
Ben Francis, autrement Benjamin David Francis, né le 4 juin 1992, est un homme d'affaires et entrepreneur anglais. Il est le fondateur et PDG de Gymshark. Possédant plus de 70 % des parts de la société Gymshark, Benjamin Francis a une fortune estimée à 1,3 milliard de dollars en juin 2024.

## Biographie

### Enfance et débuts
Benjamin Francis grandit à Bromsgrove, dans le Worcestershire. Il fréquente le lycée South Bromsgrove. Il s'est d'abord intéressé à l'informatique après avoir étudié la technologie de l'information à l'école. Sa première entreprise était une entreprise en ligne qui vendait des plaques d'immatriculation de voitures.
Francis a commencé à aller à la salle de sport à l'adolescence. Il a déclaré plus tard : « la structure, la cohérence et l'éthique de travail que j'ai trouvé dans le gymnase que j'ai réalisé pourraient être appliquées à différents domaines de ma vie et cela fonctionnerait ».
En 2010, il étudie le commerce international et la gestion à l'Université Aston. Il a déclaré que son séjour à l'université lui avait donné « une base solide sur laquelle bâtir une entreprise ». Il a abandonné l'université en 2012 pour se concentrer à plein temps à Gymshark.

### Carrière

#### Début de carrière
Avant de lancer Gymshark, Francis développe deux applications de fitness, Fat Loss Abs Guide et iPhysique.
Pendant ses études universitaires, entre 2010 et 2013, il travaille chez Pizza Hut en tant que livreur, gagnant 5 £ de l'heure. Il quitte son emploi six mois après avoir lancé Gymshark,.
En 2012, à 19 ans, il lance Gymshark dans le garage de ses parents avec son camarade de classe Lewis Morgan,. Le site web vend initialement des compléments alimentaires. N'ayant pas les moyens d'acheter des stocks ou de conclure des accords de distribution avec des fournisseurs de compléments alimentaires, il a commencé à livrer les compléments d'autres fournisseurs. Il lui aura fallu six semaines pour effectuer sa première vente.

#### Gymshark
Gymshark était à l'origine une société de complément alimentaire. En 2013, s'éloignant des compléments alimentaires, Ben Francis a commencé à concevoir et à vendre des vêtements de fitness sur le site web de Gymshark.
Il a commencé à fabriquer les produits dans le garage de ses parents à Bromsgrove, en utilisant une machine à coudre et une imprimante sérigraphique qu'il achète avec 1 000 £ d'économies,. Il apprend à coudre avec sa grand-mère. 
En 2013, il expose les produits Gymshark au salon du fitness BodyPower à Birmingham. Après la fin du salon, un survêtement est devenu viral sur Facebook, générant 30 000 £ de ventes en 30 minutes,. Ben Francis a ensuite quitté l'université et a quitté son emploi chez Pizza Hut pour se concentrer à plein temps sur l'entreprise.
En tant que start-up, Ben Francis a commercialisé la marque en s'associant à des influenceurs, notamment les bodybuilders Nikki Blackketter et Lex Griffin sur YouTube. Gymshark a été l'une des premières marques à faire un usage intensif des influenceurs des réseaux sociaux.
En 2015, Francis quitte son poste de PDG de la société pour devenir directeur marketing, directeur de la marque et directeur des produits. À l'époque, il déclare que cette décision permettrait à l'entreprise « de se développer encore plus rapidement" et lui donnerait le temps de "travailler sur mes faiblesses et de devenir un homme d'affaires plus complet ».
En 2018, Gymshark ouvre un nouveau siège social de 5 millions de livres sterling à Solihull dans les Midlands de l'Ouest,. En 2019, Gymshark ouvre sa propre salle de sport et centre d'innovation. Depuis 2016, Gymshark est répertorié sur le Sunday Times Fast Track des entreprises privées à croissance rapide. La société vend actuellement des produits dans 131 pays.
En août 2020, Gymshark vend une part de 21 % à la société américaine de capital-investissement General Atlantic dans le cadre d'un accord qui valorisait l'entreprise à plus d'un milliard de livres sterling. Ben Francis détient actuellement plus de 70 % de la société, soit 700 millions de livres sterling.

## Vie privée
Ben Francis est un passionné de voitures et de motos, il est détenteur d'un abonnement à Aston Villa,.
En 2018, Ben Francis. figurait sur une liste Forbes 30 Under 30,.
En 2019, il a siégé au Business Council for Entrepreneurs du gouvernement britannique,.
En 2020, Ben Francis a reçu le prix EY UK Entrepreneur de l'année.
En avril 2021, il se fiance avec sa petite amie Robin Gallant, et se marient plus tard la même année.

## Distinctions
- Ordre de l'Empire britannique à titre civil[30]